# Франс, Эмма
Эмма Мария Франс (родилась 16 декабря 1981 года в Уппсале, Швеция) — исследователь в области медицинской эпидемиологии в Каролинском институте в Стокгольме, а также известный научный лидер мнений в Швеции. Также она известна тем, что ведет колонку «Vetenskapskollen» (Научный дозор) в газете «Svenska Dagbladet», где проверяет научную точность сенсационных и научно-популярных статей.

## Карьера
С ранних лет Франс проявляла интерес к функционированию человеческого тела и разума. Ее родители были психологами, что, как она сама считает, повлияло на ее влечение к конкретному и поддающемуся количественной оценке. Она изучала биомедицину в Уппсальском университете, затем защитила докторскую диссертацию в Каролинском институте, изучая проблему аутизма среди детей с относительно возрастными отцами.
В 2013 году Франс начала вести блог, позднее стал завела и активно развивала аккаунт в Twitter, с помощью социальных сетей она оказывала противодействия общественным заблуждениям в науке.
В 2017 году она опубликовала книгу «Larmrapporten», основной целью которой было научить общественность различать правдивые и ошибочные научные утверждения. В том же году она была награждена ежегодной премией «Stora Journalistpriset» (Гран-при Швеции в области журналистики) в номинации «Årets röst» («голос года»). Объявляя Франс победительницей премии, жюри отметили ее вклад в борьбу с ошибочными научными мифами, которую она проводила в развлекательной форме в интернете. В этом же году ассоциация «Föreningen Vetenskap och Folkbildning» назвала ее «народным педагогом года», с формулировкой «за способность педагогически и с юмором распространять знания и развенчивать мифы и недоразумения о науке».
В 2018 году в преддверии 100-летнего юбилея демократического комитета правителство Швеции назначило Франс одним из трех новых «Послов демократии». Ее задачей было продвижение демократии посредством диалога и налаживания партнерских отношений с различными частями общества.
В декабре 2018 Франс опубликовала свою вторую книгу «Sant, falskt, eller mittemellan» («Правда, ложь или что-то среднее»). Она была нацелена на то, чтобы дать научные ответы и объяснения распространенным вопросам и мифам.
В 2019 году она вновь была названа «народным педагогом года». 13 июля 2019 года она была ведущей популярного в Швеции летнего радиошоу «Sommar».
В 2021 году она опубликовала свою третью книгу «Alla tvättar händerna» («Все моют руки»). Книга написана, как дневник, в котором рассказывается, как все обвиняли друг друга в происхождении коронавируса.